# Kōji Kamoji
Kōji Kamoji (jap. 鴨治 晃二, Kamoji Kōji; * 1935 in der Präfektur Tokio) ist ein in Warschau, Polen ansässiger japanischer Maler. 

## Leben
Seine Familie war seit vielen Jahren mit polnischer Kultur verbunden. Der ältere Bruder seiner Mutter, Riotsu Umeda und sein Onkel Kudo übersetzten viele Werke der polnischen Literatur. Kōji Kamoji studierte Malerei an der Tokioter Kunsthochschule Musashino bei Saburō Asō (麻生 三郎) und Yamaguchi Takeo (山口 長男). Nach dem Studienabschluss 1958, unter dem Einfluss des Freitodes seines Freundes S. Sasaki entschloss sich Kōji Kamoji, Japan für immer zu verlassen. 1959 kam er nach Polen und begann das Studium an der Akademie der Bildenden Künste Warschau bei Professor Artur Nacht-Samborski. Nach dem Studienabschluss 1966 blieb er in Warschau als freischaffender Künstler. Er ist mit der Warschauer Foksal-Galerie für moderne Kunst verbunden. 
Er wurde 1975 mit dem Kunstkritikerpreis „C.K.Norwid“ ausgezeichnet.
Trotz des Jahrzehnte dauernden Aufenthaltes in Polen sind in seinen Werken die Merkmale der japanischen Kunst – Bündigkeit und Einfachheit eines Haiku – bemerkbar.
Er sagte 1967: „Es geht mir nicht um Erschaffung von etwas Neuen, sondern um Wiederfinden und Verewigung von Sachen, die wir vergessen, einer Welt, von der wir uns entfernen. Ich möchte eine Form finden, um ihre Anwesenheit zu erlangen“.
In der Warschauer Galeria Zachęta fand im Sommer 2018 eine Ausstellung seiner Werke statt.